# Зальцбург (аеропорт)
Аеропорт Зальцбург (IATA: SZG, ICAO: LOWS) нім. Flughafen Salzburg) — другий за пасажирообігом міжнародний аеропорт Австрії. Обслуговує Зальцбург, четверте за величиною австрійське місто, а також численні великі гірськолижні курорти Австрії, в тому числі Скі Амадé. Аеропорт найменовано на честь Вольфганга Амадея Моцарта і розташований за 3,1 км на захід-північний захід від центру Зальцбурга та за 2 км від австрійсько-німецького кордону.
Аеропорт є хабом для: 
- Eurowings Europe

## Історія
- 1910 - вперше приземлився літак на гоночній трасі Зальцбург-Ойген.
- 1926 - здійснено перший рейс Lufthansa по маршруту Мюнхен - Зальцбург - Бад-Райхенхалль.
- 1927 - ÖLAG (Austrian Aviation AG) відкрила маршрут Відень - Зальцбург - Інсбрук.
- 1938 - літак Lufthansa, який здійснював переліт Лондон - Брюссель - Франкфурт - Мюнхен - Відень спільно з SABENA, здійснив вимушену посадку у Зальцбурзі.
- 1939 - відкриття регулярних маршрутів Берлін - Прага - Зальцбург - Венеція і Мюнхен - Зальцбург - Клагенфурт - Любляна - Рієка.
- Восени 1944 тут з'явилися нещодавно розроблений винищувач Me-262.
- Після 16 жовтня 1944 (першого бомбардування американськими ВВС Зальцбургу  і наступних 15 повітряних атак міста аеропорт залишився неушкодженим.  Аеропорт Зальцбург став перешим австрійським аеропортом, який відновив регулярне повітряне сполучення.
- 1 серпня 1958 - після 15-місячного будівництва був введений в експлуатацію контрольно-диспетчерський пункт.
- 1966 - відкрито нову будівлю терміналу.
- 1978 - вперше приземлився DC-10.
- 1984 - вперше приземлився Boeing 767 (авіакомпанії Braathens з Норвегія) і Concorde (Air France).
- 2000 - Зальцбурзький аеропорт пропустив за рік 1,265,000 пасажирів.
- 2001 - Аеропорт Зальцбурга прийняв перший рейс Ryanair в Австрію. Це був перший випадок, коли в австрійський аеропорт стала здійснювати рейси лоу-кост авіакомпанія. Близько 100,000 пасажирів було обслуговано нею в 2001
- 2005 - Aer Lingus почала здійснювати зимові рейси з Дубліна.
- 2005 - пасажиропотік склав 1.7 млн пасажирів, зростання у порівнянні з 2004 склало 19,2%.
- 2006 - Ryanair почав рейси в Дублін і Шарлеруа і оголосило про відкриття рейсів в Рим і Стамбул. British Airways після 2001 року відновили рейс до Лондона - Гатвік з 1 грудня. Пасажирообіг склав 1.8 млн пасажирів на рік.
- 2007 - Ryanair припинила рейси в Шарлеруа
- Серпень 2016 - німецька бюджетна авіакомпанія Eurowings оголосила, про відкриття своєї другої австрійської бази у Зальцбурзі з рейсами в шість європейських столиць з січня 2017 року[3]

## Термінали
- Термінал 1. Розташований в основній будівлі, використовується більшістю авіаперевізників, що здійснюють рейси до Зальцбургу.
- Термінал 2. Невеликий термінал в окремій будівлі, який призначений для розвантаження основного аеровокзалу. Відкривається, як правило, взимку,за для обслуговування чартерних рейсів за турпутівками на гірськолижні курорти регіону.

## Авіалінії та напрямки, січень 2020
| Авіакомпанія                   | Пункт призначення |
| ------------------------------ | --- |
| Aer Lingus                     | Сезонний: Дублін Сезонний чартер: Корк |
| airBaltic                      | Рига, Таллінн |
| Air Cairo                      | Сезонний чартер: Хургада |
| Air Serbia                     | Ніш |
| Austrian Airlines              | Відень |
| British Airways                | Лондон-Гатвік, Лондон-Хітроу Сезонний: Манчестер Сезонний чартер: Единбург, Глазго |
| Bulgarian Air Charter          | Сезонний чартер: Бургас |
| easyJet                        | Берлін-Шенефельд Сезонний: Амстердам, Белфаст, Бристоль, Гамбург, Ліверпуль, Лондон-Гатвік, Лондон-Лутон |
| Eurowings                      | Берлін-Тегель, Кельн/Бонн, Дюссельдорф, Гамбург Сезонний: Корфу, Гран-Канарія, Іракліон, Кос, Ламеція-Терме (з 5 травня 2020),, Лондон-Станстед, Ольбія, Пальма-де-Мальорка, Родос, Спліт Сезонний чартер: Хургада |
| Finnair                        | Сезонний: Гельсінкі |
| Flybe                          | Сезонний чартер: Бірмінгем, Ньюкасл |
| FlyEgypt                       | Сезонний чартер: Хургада |
| I-Fly                          | Сезонний чартер: Москва-Внуково |
| Jet2.com                       | Сезонний: Бірмінгем, Белфаст, Східний Мідландс, Единбург, Лідс/Бредфорд, Лондон-Станстед, Манчестер, Ньюкасл (з 13 лютого 2021)                                                                                    |
| Laudamotion                    | Сезонний: Пальма-де-Мальорка |
| Level                          | Сезонний: Кальві |
| Norwegian Air Shuttle          | Сезонний: Берген, Копенгаген, Гетеборг, Гельсінкі, Лондон-Гатвік, Осло-Гардермуен, Ставангер, Стокгольм-Арланда |
| Pegasus Airlines               | Сезонний чартер: Анталія |
| Pobeda                         | Сезонний: Москва-Внуково |
| Ryanair                        | Лондон-Станстед Сезонний: Дублін |
| S7 Airlines                    | Сезонний: Москва-Домодєдово, Ст Петербург |
| Scandinavian Airlines          | Копенгаген, Осло-Гардермуен, Стокгольм-Арланда Сезонний чартер: Гельсінкі |
| SkyUp                          | Сезонний: Київ-Бориспіль |
| SunExpress                     | Анталія |
| Sun D'Or                       | Сезонний: Тель-Авів |
| Transavia                      | Амстердам, Ейндговен, Роттердам |
| TUI Airways                    | Сезонний: Бірмінгем, Глазго, Лондон-Гатвік, Манчестер, Ньюкасл Сезонний чартер: Бристоль, Дублін, Східний Мідландс, Лондон-Лутон, Лондон-Станстед                                                                  |
| TUI fly Deutschland            | Сезонний: Ганновер |
| Turkish Airlines               | Стамбул-Аеропорт |
| Ukraine International Airlines | Сезонний: Київ-Бориспіль |
| Ural Airlines                  | Сезонний чартер: Ст Петербург |
| Windrose Airlines              | Сезонний чартер: Київ-Бориспіль |

## Наземний транспорт
Аеропорт розташований за 3 км від центру міста. Лінії Зальцбурзького тролейбуса № 2 і 10, кожен з інтервалом 10 хвилин, прямують до головного вокзалу (час в дорозі - 25 хвилин), та старого міста (час в дорозі - 30 хвилин).